# A Man-sziget királyainak listája
A Man-sziget már a korai idők óta független volt a Brit-szigetek többi részétől. 1079–1164 között a Hebridákkal közös királyságot alkotott (A Man-sziget és a Hebridák Királysága.) 1164–1265 között a Man-sziget különálló, független királyság volt a norvég királyok névleges fennhatósága alatt. A 13. század második felétől hol a skótok, hol az angolok birtokolták el a szigetet, majd 1333-tól végleg Anglia uralma alá került. A Man-sziget királya cím ettől kezdve névleges tisztséggé vált, majd 1504-ben megszűnt.

## A Man-sziget királyai
| Uralkodó          | Uralkodott        | Megjegyzés |
| ----------------- | ----------------- | ---------- |
| V. Godfred        | kir.: 1164, †1164 |            |
| III. Ragnald      | kir.: 1164, †1164 |            |
| VI. Godfred       | kir.: 1164, †1187 |            |
| IV. Ragnald       | kir.: 1187, †1229 |            |
| II. (Fekete) Olaf | kir.: 1229, †1237 |            |
| Haraldr Óláfsson  | kir.: 1237, †1248 |            |
| V. Ragnald        | kir.: 1248, †1250 |            |
| Ivarr             | kir.: 1250, †1252 |            |
| III. Magnus       | kir.: 1252, †1265 |            |

- Skót uralom (1265–1275)

## A Man-sziget királya
| Uralkodó     | Uralkodott        | Megjegyzés |
| ------------ | ----------------- | ---------- |
| VII. Godfred | kir.: 1275, †1275 |            |

- Skót uralom (1275–1290)
- Angol uralom (1290–1293)
- Skót uralom (1293–1296)
- Angol uralom (1296–1313)
- Skót uralom (1313)
- Vitás fennhatóság (1313–1333)

## A Man-sziget névleges királyai az angol uralom alatt
| Uralkodó                                   | Uralkodott                          | Megjegyzés |
| ------------------------------------------ | ----------------------------------- | ---------- |
| I. William Montacute (* 1301)              | kir.: 1333, †1334. január 30.       |            |
| II. William Montacute (* 1328. június 25.) | kir.: 1344–1392, †1392. június 3.   |            |
| William Le Scrop (* 1350)                  | kir.: 1392, †1399                   |            |
| Henry Percy (* 1341. november 10.)         | kir.: 1399–1405, †1408. február 20. |            |
| I. John Stanley (* 1350 k.)                | kir.: 1405, †1414                   |            |
| II. John Stanley (* 1386)                  | kir.: 1414, †1437                   |            |
| I. Thomas Stanley (* 1405 k.)              | kir.: 1437, †1459. február 20.      |            |
| II. Thomas Stanley (* 1435)                | kir.: 1459, †1504. július 29.       |            |